# Club Atlético Naranjal
El Club Atlético de Naranjal, más conocido como Atlético de Naranjal o Atlético Naranjal, es un club de fútbol profesional ecuatoriano, originario del cantón Naranjal, provincia del Guayas, fundado el 11 de marzo de 2021. Actualmente juega en la Segunda Categoría del Guayas.
Está afiliado a la Asociación de Fútbol del Guayas.

## Datos del Club
- Temporadas en Segunda Categoría: 1 (2025 - presente).

## Palmarés

### Torneos provinciales
| Competición                  | Competición | Títulos | Subcampeonatos |
| ---------------------------- | ----------- | ------- | -------------- |
| Segunda Categoría del Guayas | (0/0)       |         |                |